# Don’t Leave Home
Don't Leave Home – trzeci singel piosenkarki Dido z albumu Life for Rent. Utwór został napisany przez Dido oraz jej brata Rollo. Został wydany 12 kwietnia 2004 w Wielkiej Brytanii i dotarł do dwudziestego piątego miejsca UK Singles Chart.

## Listy utworów, formaty i wersje singla
1. "Don't Leave Home" (Recall Mix)
2. "Stoned" (Deep Dish Remix)

## Pozycje na listach
| Lista (2003)                           | Najwyższa pozycja |
| -------------------------------------- | ----------------- |
| Rosja Singles Chart                    | 1                 |
| Niemcy Singles Chart                   | 34                |
| Belgia Singles Chart (Flandria)        | 27                |
| Hiszpania Singles Chart                | 10                |
| Holandia Singles Chart                 | 25                |
| Austria Singles Chart                  | 19                |
| Szwecja Singles Chart                  | 31                |
| UK Singles Chart                       | 25                |
| U.S. Billboard Hot Digital Tracks      | 17                |
| U.S. Billboard Hot Adult Top 40 Tracks | 16                |